# Кучеров Павло Володимирович
Павло Володимирович Кучеров (рос. Павел Владимирович Кучеров, 18 серпня 1964, Смоленськ, РРФСР) — російський футбольний тренер. З 18 жовтня до грудня 2011 року та влітку 2012 виконував обов'язки головного тренера «Карпат» (Львів).
Працював у голландських клубах «Звалув» Вуґт (нід. Zwaluw VFC Vught), «Осс». У 2002—2011 роках працював у клубі голландської Ередивізії «Віллем II» на різних посадах: тренер молодіжних команд, селекціонер, голова селекційної служби клубу. Співпрацював з Голландською футбольною тренувальною академією. У березні 2011 закінчився контракт Кучерова з «Віллемом II» і клуб з фінансових міркувань вирішив його не продовжувати.
18 жовтня 2011 відразу після розірвання контракту з головним тренером Олегом Кононовим президент «Карпат» (Львів) Петро Димінський повідомив, що до кінця 2011 року команду готуватиме Павло Кучеров – «близький товариш Олега Кононова», тому цього фахівця призначено, щоб зберегти ігрові напрацювання попереднього тренера.
7 червня 2012 представлений команді «Карпати» як виконувач обов'язків головного тренера на початок сезону 2012/13.Звільнений після трьох перших матчів, в яких команда здобула 1 нічию та дві поразки з загальним рахунком 2:8 з командами що нижчі за класом за«Карпати»